# Dymorfizm funkcjonalny
Dymorfizm funkcjonalny (dwukształtność funkcjonalna) - występowanie w obrębie jednego gatunku form o różnych funkcjach, a więc służących do rozrodu i karmienia. 
Na przykład u mrówek obok normalnych samców i samic, występują niepłodne samice zwane robotnicami. Ponadto u niektórych mrówek wśród robotnic występuje zróżnicowanie na kasty (np. u gmachówki drzewotocznej Camponotus ligniperda). Najczęściej są to dwa rodzaje samic niepłodnych: robotnice pełniące różne funkcje w gnieździe i robotnice-żołnierze. Niekiedy pomiędzy tymi dwiema główymi kastami istnieją dodatkowe pośrednie formy robotnic.
Podobny dymorfizm funkcjonalny występuje u termitów posiadających samca i samicę oraz kastę prawdziwych robotnic i robotników, które nie przekształcą się do formy płciowej, jednakże w przeciwieństwie do mrówek w pewnych sytuacjach robotnice i robotnicy potrafią przekształcić się w formę płciową przyspieszając rozwój kolonii termitów.